# 파라필리오룸페트리
파라필리오룸페트리(이탈리아어: Fara Filiorum Petri)는 이탈리아 아브루초주 키에티도에 있는 코무네이다.